# Pelochelys cantorii
La tartaruga guscio molle gigante di Cantor (Pelochelys cantorii Gray, 1864) è una rara specie di tartaruga della famiglia dei Trionichidi.

## Descrizione
Il carapace, negli adulti, è rotondeggiante e fortemente appiattito, liscio sulla superficie e di grandi dimensioni (da 600 a 1000 mm di lunghezza), con una colorazione uniformemente marrone o verde olivastra, con i margini più chiari in alcuni casi. Il piastrone presenta quattro grandi callosità. Negli individui immaturi il carapace presenta ridotte escrescenze solo nella zona nucale e il colore è bruno quasi uniforme, privo di variegature o con disegni pallidi non contrastati. Il muso è corto e schiacciato, con la proboscide molto corta.

## Distribuzione e habitat
La tartaruga dal guscio molle gigante asiatica ha un areale piuttosto esteso che comprende le aree planiziali indiane (Kerala, Orissa, Tamil Nadu, Bengala Occidentale), il Bangladesh, il Myanmar (= Birmania), la Thailandia, la Malaysia, la Cambogia, il Vietnam, il Laos, la Cina sud-orientale (province di Fujian, Guangdong, Guangxi, Hainan, Jiangsu, Jiangxi, Yunnan, Zhejiang), le isole indonesiane di Kalimantan e Sumatra e le Filippine (Luzon, Mindanao). È una specie stenoalina che popola il basso corso di ecosistemi fluviali, laghi, acque di transizione e acque costiere. Proprio la capacità di nuotare in mare ha permesso a Pelochelys cantorii di colonizzare tutto il Sud-est asiatico.

## Biologia
Le uova, da 24 a 70, sono deposte tra giugno e settembre in un nido scavato nella sabbia, a non grande distanza dalla riva. La dieta, prevalentemente carnivora, include pesci e invertebrati acquatici.

## Conservazione
Le popolazioni appaiono in declino in alcune regioni, in particolar modo nella penisola indocinese. Questa specie è minacciata dalla cattura spropositata che coinvolge gli individui più grandi e quindi più importanti per la riproduzione, ma anche giovani e subadulti, che finiscono annegati nelle reti abbandonate disposte un po' dappertutto. Decisivo fattore di minaccia l'alterazione e la perdita dei suoi habitat principali.